# グロ・ハーレム・ブルントラント
グロ・ハーレム・ブルントラント（ノルウェー語: Gro Harlem Brundtland, 1939年4月20日 - ）は、ノルウェー・バールム生まれの医師（小児科医）、政治家。世界保健機関（WHO）事務局長、同名誉事務局長、ノルウェー首相を歴任。ノルウェー労働党党員。

## 経歴
1963年にオスロ大学を卒業。1964年にハーバード大学へ留学。帰国後、医師を務める傍ら、労働党でも活躍。1974年、ブラッテリ内閣の環境相に就任。1977年9月、総選挙に立候補し初当選。1981年2月、女性として初めてノルウェー首相に就任する。これは欧州では英国のマーガレット・サッチャー首相に次ぐ2人目の女性首相であった。同年10月、総選挙で保守党に敗れ、退任。
1984年から1987年まで、国際連合に設置された「環境と開発に関する世界委員会」(World Commission on Environment and Development; WCED) は、彼女が委員長を務めたことからブルントラント委員会と呼ばれる。この委員会がまとめた報告書「Our Common Future」（通称「ブルントラント報告書」）には、「将来世代のニーズを損なうことなく現在の世代のニーズを満たすこと」という「持続可能な開発」の概念が打ち出されている。
1986年、総選挙での労働党勝利をうけて、首相に返り咲く。1988年にはインディラ・ガンディー賞を受賞。1989年、総選挙で敗北し退陣。その後、保守内閣の分裂から1990年10月、第三次ブルントラント少数内閣発足。1992年1月には、ノルウェー首相として初めて日本に公式実務訪問した。同年11月、三男の自殺を機に労働党党首を辞任。1994年にはカール大帝賞を受賞。1996年10月、首相を辞任。
1998年4月、世界保健機関（WHO）の事務局長に就任。就任演説で『タバコは人殺しである。』との持論を展開し、痛烈な喫煙批判を行い、禁煙政策である『たばこの規制に関する世界保健機関枠組条約』作成と締結を主導した。
2004年には、旭硝子財団よりブループラネット賞が贈られた。2005年にアルバート・メダル、2014年に唐奨受賞。
2011年のノルウェー連続テロ事件では、ウトヤ島での政治集会に参加していたブルントラントを殺害する計画があったが、事件発生時はすでに島を後にしていた。

## 人物
2003年3月、電磁波過敏症であることを公表。
父グドゥムン・ハーレムはノルウェー労働党創成期の大政治家。妹のハンネ・ハーレムは第1次ストルテンベルグ内閣の法相。

## 日本語訳著書
- 『世界で仕事をするということ』竹田ヨハネセン裕子訳. PHP研究所 2004